# Тит Антоний Меренда
Тит Антоний Меренда (на латински: Titus Antonius Merenda) e древноримски политик през 5 век пр.н.е. от фамилията Антонии с когномен Меренда.
През 450 пр.н.е. и 449 пр.н.е. той е в комисията на децемвирите.
През 450 пр.н.е. той е в колегията на първия децемвират заедно с Апий Клавдий Крас, Кезо Дуилий Лонг, Квинт Петелий Либон Визол, Квинт Фабий Вибулан, Луций Минуций Есквилин Авгурин, Маний Рабулей, Марк Корнелий Малугиненсис, Марк Сергий Есквилин и Спурий Опий Корницен. Тази година не се избират консули. Децемвирите завършват първите десет закона, „Закони на дванадесетте таблици“. Тази година еквите навлизат отново в територията на Тускулум. Меренда е командир на войска в боевете против еквите и участва в битката при планината Алгид (Mont Algidus). Римляните претърпят поражение.
Баща е на Квинт Антоний Меренда (консулски военен трибун 422 пр.н.е.).